# Шишков, Юрий Алексеевич
Юрий Алексеевич Шишков (род. 29 июня 1940 года — 14 апреля 2020 года) — советский и российский художник, академик Российской академии художеств (2013).

## Биография
Родился 29 июня 1940 года.
В 1969 году — окончил Московское художественное училище памяти 1905 года, в 1979 году — окончил Московский художественный институт имени В. И. Сурикова, мастерская В. Г. Цыплакова.
С 1992 года — работал МГХАИ имени В. И. Сурикова: преподаватель кафедры живописи и композиции, доцент кафедры (с 2000 года), руководитель мастерской (с 2010 года).
С 1980 года — член Московского союза художников, член правления МСХ. Член правления Товарищества живописцев.
Председатель молодёжной комиссии в Московском союзе художников, председатель по приему.
В 2013 году — был избран академиком Российской академии художеств от Отделения живописи.
Юрий Алексеевич Шишков умер 14 апреля 2020 года.

## Творческая деятельность
Основные станковые произведения
«Пейзаж с колодцем» (1991), «Новодевичий монастырь» (1999 г.), «Вид монастыря» (2001 г.), «Хлеб» (х.м. 50х70, 1970 г.), "Последние дни Пушкина (х.м. 141х130, 1985 г.), «На Ленинских горах» (х.м. 150х130, 1986 г.), «Бал» (х.м. 90х100, 1987 г.), «Старуха в красном» (х.м. 90х100, 1989 г.), «В Нескучном саду» (х.м. 140х150, 1990 г.), «Похороны. Двор» (х.м. 110х140, 1991 г.), «Старуха» (х.м. 100х100, 1992 г.), «Старость» (х.м. 118х142, 1993 г.), «Затмение» (х.м. 115х140, 1994 г.), «Падающий Икар» (х.м. 90х100, 1994 г.), «Думы о Шагале» (х.м. 90х100, 1996 г.), «Суздаль» (х.м. 150х150, 1997 г.), «Памяти Н.Андронова» (х.м. 120х160, 1998 г.), «Благословление» (х.м. 110х140, 2002 г.), «В гостях у Дерена» (х.м. 110х140, 2003 г.), «Несут» (х.м. 110х210, 2004 г.), «Андронов у окна» (х.м. 90х100, 2005 г.), «У Никитских ворот» (х.м. 160х180, 2007 г.), «У памятника» (х.м. 200х170, 2008 г.), «Провинция» (х.м. 120х160, 2009 г.), «Яблоко раздора» (х.м. 100х100, 2010 г.), «Соловки» (х.м. 150х150, 2011 г.), «Красные берега» (х.м. 180х150, 2013 г.).
Участвовал в оформлении ряда объектов в Москве — агентство «Роспечать», римские мозаики на станции метро «Савеловская» и «Крестьянская застава» (совместно с Н. Андроновым и Ю. Родиным), расписывал павильон «Советская культура» на ВДНХ.

## Награды
- Заслуженный художник Российской Федерации (2013)[1]
- Медаль ВДНХ за росписи к 50-летию СССР. ВДНХ павильон «Культура» (1982)
- Диплом Московского союза художников за мозаики станции метро «Савеловская» (1988)
- Медаль Московского союза художников «За заслуги в развитии изобразительного искусства» (2008)
- Почетная грамота Министерства Образования и науки Российской Федерации (2010)
- Серебряная медаль РАХ (2002)